# Fodonyx spenceri
Il fodonice (Fodonyx spenceri) è un rettile estinto, appartenente ai rincosauri. Visse nel Triassico medio (Anisico, circa 244 milioni di anni fa) e i suoi resti fossili sono stati ritrovati in Inghilterra.

## Descrizione
Il corpo di questo animale era piuttosto robusto, più massiccio rispetto a quello di altri rincosauri come Rhynchosaurus. La lunghezza complessiva era di circa un metro, mentre il cranio era lungo circa 15 centimetri. Il cranio era largo nella parte posteriore, mentre le premascelle formavano una struttura simile a un becco; erano presenti anche larghe piastre dentarie con numerose file di denti; la mandibola era molto profonda.

## Classificazione
Fodonyx spenceri venne descritto per la prima volta nel 1990 da Michael Benton, sulla base di numerosi resti fossili rinvenuti nel Devon (Inghilterra). I suoi fossili (25 esemplari) furono scoperti nella formazione Otter Sandstone (Anisico) e vennero inizialmente assegnati a una nuova specie del genere Rhynchosaurus (R. spenceri). Solo successivamente una nuova analisi dei fossili determinò che questa specie era più derivata rispetto alle altre attribuite a Rhynchosaurus, e fu necessaria l'istituzione di un nuovo genere, Fodonyx (Hone e Benton, 2008). Nel 2010, uno dei crani di Fodonyx venne ridescritto come un nuovo genere, Bentonyx (Langer et al., 2010).